# ふじの台
ふじの台（ふじのだい）は、愛知県瀬戸市西陵連区の町名。現行行政地名はふじの台1丁目から3丁目。

## 地理
- 瀬戸市の西部に位置する[8]。西から北を本郷町、東を小田妻町、南をききょう台と隣接している[9]。
- 水野団地の一部[10]。小田妻町とききょう台の一部から生まれた新しい町である[10]。
- 北部に県営瀬戸住宅がある[11]。

### 河川
- 唐沢川（水野川支流） ： 町の東端部、小田妻町との町境を北流している。
- 海老弦川（唐沢川支流） ： 町の北東端、本郷町との町境を北流し、北端部で唐沢川に注ぎ込んでいる。

### 学区
市立小・中学校に通う場合、学区は以下の通りとなる。また、公立高等学校普通科に通う場合の学区は以下の通りとなる。
| 町丁・丁目    | 番・番地等 | 小学校             | 中学校             | 高等学校 |
| ------------- | ---------- | ------------------ | ------------------ | -------- |
| ふじの台1丁目 | 全域       | 瀬戸市立西陵小学校 | 瀬戸市立水野中学校 | 尾張学区 |
| ふじの台2丁目 | 全域       | 瀬戸市立西陵小学校 | 瀬戸市立水野中学校 | 尾張学区 |
| ふじの台3丁目 | 全域       | 瀬戸市立西陵小学校 | 瀬戸市立水野中学校 | 尾張学区 |

## 歴史

### 沿革
- 1988年（昭和63年）11月21日 - 瀬戸市小田妻町1丁目とききょう台3丁目の各一部[注釈 2]により、同市ふじの台1〜3丁目として成立[2]。

## 世帯数と人口
2024年（令和6年）2月1日現在の世帯数と人口は以下の通りである。
| 町丁          | 世帯数  | 人口  |
| ------------- | ------- | ----- |
| ふじの台1丁目 | 101世帯 | 240人 |
| ふじの台2丁目 | 72世帯  | 170人 |
| ふじの台3丁目 | 29世帯  | 57人  |
| 計            | 202世帯 | 467人 |

### 人口の変遷
国勢調査による人口の推移
| 1995年（平成7年）  | 674人 | [ 14 ] |  |
| 2000年（平成12年） | 668人 | [ 15 ] |  |
| 2005年（平成17年） | 620人 | [ 16 ] |  |
| 2010年（平成22年） | 577人 | [ 17 ] |  |
| 2015年（平成27年） | 528人 | [ 18 ] |  |
| 2020年（令和2年）  | 484人 | [ 19 ] |  |

### 世帯数の変遷
国勢調査による世帯数の推移。
| 1995年（平成7年）  | 182世帯 | [ 14 ] |  |
| 2000年（平成12年） | 184世帯 | [ 15 ] |  |
| 2005年（平成17年） | 186世帯 | [ 16 ] |  |
| 2010年（平成22年） | 187世帯 | [ 17 ] |  |
| 2015年（平成27年） | 194世帯 | [ 18 ] |  |
| 2020年（令和2年）  | 190世帯 | [ 19 ] |  |

## 交通

### 鉄道
町内に鉄道は走っていない。最寄り駅は愛知環状鉄道・愛知環状鉄道線中水野駅になる。

### バス
名鉄バス「水野循環線」
- 【20】【21】【22】【23】陶生病院 - 瀬戸市民公園 - 中水野駅 - 水野団地 - 新瀬戸駅 - 陶生病院 系統

名鉄バス「みずの坂線」
- 【25】【26】陶生病院 - 新瀬戸駅 - 水野団地 - 北みずの坂 - 中水野駅 系統

以上、2路線6系統が走っているが、町内にバス停はない。最寄りのバス停は、ふじの台西バス停になる。
瀬戸市コミュニティバス「こうはん線」
- イオン瀬戸みずの店 - 東山町 - 陶生病院 系統 ： コミュニティききょう台バス停（陶生病院方面乗り場）[注釈 3]

### 道路
町域に国道・県道は通っていない。

## 施設
- 西陵公園 ： 町の西部にある公園。南半分はグラウンドになっている。
- ふじ公園 ： 町の北部にある公園。ブランコ・すべり台・鉄棒がある。
- 唐沢公園 ： 町の東部にある公園。ブランコとすべり台がある。

## その他

### 日本郵便
- 郵便番号 : 489-0907[6]（集配局：瀬戸郵便局[20]）。